# ميتشيل بورغس
ميتشيل بورغس (بالإنجليزية: Mitchell Burgess)‏ هو كاتب سيناريو أمريكي، (ولد في رود آيلاند في الولايات المتحدة القرن 20  م).

## وصلات خارجية
- ميتشيل بورغس على موقع IMDb (الإنجليزية)
- ميتشيل بورغس على موقع ألو سيني (الفرنسية)
- ميتشيل بورغس على موقع قاعدة بيانات الفيلم (الإنجليزية)
- ميتشيل بورغس على موقع كينوبويسك (الروسية)